# Norrländska Mästerskapet
La Norrländska Mästerskapet era un torneo di calcio giocato in Svezia tra il 1925 e il 1953 che sanciva il Campione di Norrland. Al campionato partecipavano infatti tutte le informazioni della regione del Norrland, che fino alla stagione 1952-1953, non parteciparono al campionato di calcio svedese.

## Albo d'oro
| Anno      | Vincitore                   | Finalista            |
| --------- | --------------------------- | -------------------- |
| 1925      | Strands IF (1)              | Bodens BK            |
| 1926      | Bodens BK (1)               | IFK Östersund        |
| 1927      | Söderhamns Skärgårds IF (1) | IFK Östersund        |
| 1928      | Bodens BK (2)               | GIF Sundsvall        |
| 1929      | Bodens BK (3)               | Norrbyskärs GIK      |
| 1930-1931 | non disputata               |                      |
| 1932      | Malmbergets AIF (1)         | Ljusne AIK           |
| 1933-1935 | non disputata               |                      |
| 1936      | Bodens BK (4)               | Kubikenborgs IF      |
| 1937      | Bodens BK (5)               | Sandviks IK          |
| 1938      | Bodens BK (6)               | Kramfors IF          |
| 1939      | Domsjö IF (1)               | Bodens BK            |
| 1940      | non disputata               |                      |
| 1941      | Bodens BK (7)               | IF Älgarna           |
| 1942      | GIF Sundsvall (1)           | IFK Holmsund         |
| 1943      | IF Friska Viljor (1)        | IFK Holmsund         |
| 1944      | Bodens BK (8)               | Sävenäs/Rönnskärs IF |
| 1945-1946 | non disputata               |                      |
| 1947      | Ljusne AIK (1)              | Skellefteå AIK       |
| 1948      | IFK Holmsund (1)            | Fagerviks GF         |
| 1949      | IFK Östersund (1)           | Bodens BK            |
| 1950      | Skellefteå AIK (1)          | Ljusdals IF          |
| 1951      | Skellefteå AIK (2)          | GIF Sundsvall        |
| 1952      | Lycksele IF (1)             | IF Älgarna           |
| 1953      | Fagerviks GF (1)            | Lycksele IF          |

## Vittorie per club
| Titoli | Club                    |
| ------ | ----------------------- |
| 8      | Bodens BK               |
| 2      | Skellefteå AIK          |
| 1      | Domsjö IF               |
| 1      | Fagerviks GF            |
| 1      | IF Friska Viljor        |
| 1      | IFK Holmsund            |
| 1      | Ljusne AIK              |
| 1      | Lycksele IF             |
| 1      | Malmbergets AIF         |
| 1      | Strands IF              |
| 1      | GIF Sundsvall           |
| 1      | Söderhamns Skärgårds IF |
| 1      | IFK Östersund           |